# Suore della misericordia di Moissac
Le Suore della Misericordia (in francese Sœurs de la Miséricorde de Moissac) sono un istituto religioso femminile di diritto pontificio.

## Storia
La congregazione fu fondata da Marie Gouges Gényer: vedova dal 1802, pensò di destinare i suoi beni alla fondazione di una nuova famiglia religiosa e Guillaume Cousin de Grainville, vescovo di Cahors, appoggiò il suo progetto, consigliandole di dedicarsi più alle attività apostoliche che alla vita contemplativa.
La fondatrice ottenne l'autorizzazione a iniziare la congregazione nel 1804 e nel 1806 riuscì a riunire a Moissac una comunità di giovani donne intenzionate ad abbracciare la vita religiosa: tra esse, Emilia de Rodat, poi fondatrice delle suore della Sacra Famiglia di Villefranche.
L'attività dell'istituto si orientò verso la cura delle orfanelle e l'insegnamento nelle scuole gratuite. Vivente la fondatrice, furono aperte la casa-madre di Moissac e le filiali di Agen, Cahors, Montauban e Marmande; con il sostegno del canonico Maurice Garrigou, si progettò l'apertura di una pensione per studentesse dell'alta borghesia a Tolosa ma, poiché tale attività non rientrava tra le forme di apostolato dell'istituto, l'idea fu abbandonata e per gestire l'opera fu fondato un'altra congregazione.
L'istituto ottenne l'approvazione pontificia l'11 giugno 1824.

## Attività e diffusione
Le suore si dedicano all'istruzione e all'educazione degli orfani, all'assistenza ai malati e alla collaborazione con i sacerdoti nelle opere parrocchiali.
La sede generalizia è a Moissac.
Alla fine del 2015 l'istituto contava 30 religiose in 6 case.